# Susanne Kreher
Susanne Kreher, née le 20 décembre 1998, est une skeletoneuse allemande.

## Palmarès

### Championnats monde
- : médaillée d'or aux championnats du monde de 2023.
- : médaillée d'or en équipe mixte en 2023.

### Coupe du monde
- 5 podiums individuels : 4 deuxièmes places et 1 troisième place.
- 3 podiums en épreuve mixte : 1 victoire, 1 deuxième place et 1 troisième place.